# Sfilata dei Re Magi

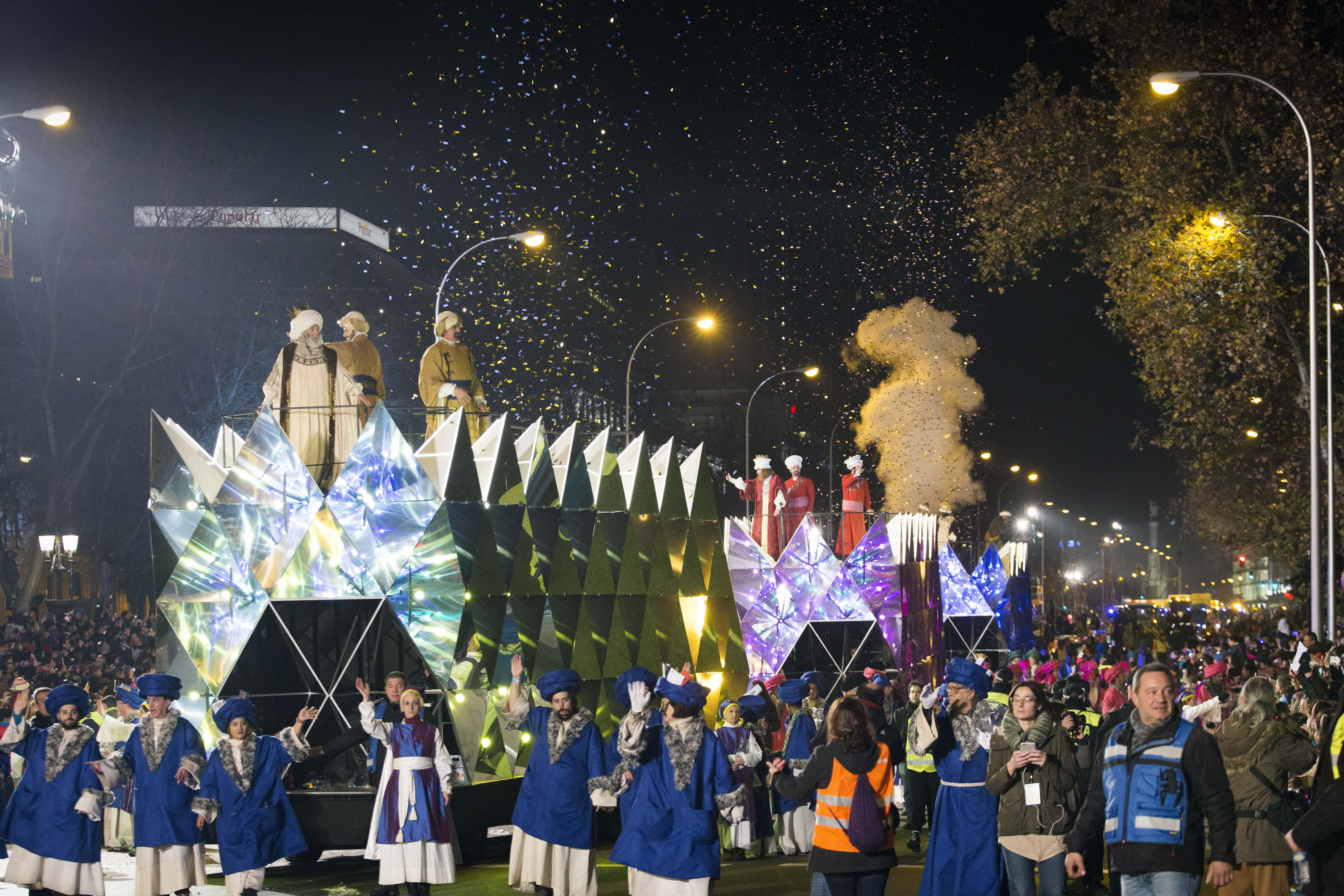
La Sfilata dei Re Magi a Madrid

La Sfilata dei Re Magi (in spagnolo Cabalgata de Reyes Magos) è una parata tradizionale con carri allegorici che si svolge la sera del 5 gennaio in Spagna, Andorra, Gibilterra, Argentina e in alcune città del Messico.
La tradizione vuole che i Magi sfilino per le strade la notte prima dell'Epifania e che i loro paggi raccolgano le lettere dei bambini indirizzate ai Magi e distribuiscano dolciumi. Dopo aver salutato i Magi, i bambini dovrebbero tornare a casa ed andare a letto presto mettendo fuori le scarpe, all'interno delle quali la mattina seguente troveranno dolci e i doni richiesti. Di solito i bambini mettono fuori dei biscotti e un po' di brandy o un'altra bevanda perché i Re si siedano e si rilassino prima di passare alla casa successiva e un secchio d'acqua per i loro cammelli.
La prima Sfilata spagnola si svolse nel 1885 ad Alcoy, nella Comunità Valenciana, e da allora si celebra ininterrottamente mentre la più famosa è quella di Madrid, che viene trasmessa ogni anno in diretta su TVE 1, mentre le emittenti televisive regionali trasmettono le proprie sfilate.
Nel 2008 si è tenuta a Varsavia la prima Sfilata e da allora la tradizione si è estesa in oltre 450 città polacche.